# Mitsubishi 3MT5
El Mitsubishi 3MT5 fue un bombardero japonés de los años 30 del siglo XX. Era un biplano bimotor destinado a operar desde los portaviones japoneses, pero demostró no ser idóneo para su uso en los mismos, y, en su lugar, los once aviones construidos fueron usados como entrenadores terrestres.

## Diseño y desarrollo
En 1929, el Servicio Aéreo de la Armada Imperial Japonesa desarrolló un requerimiento por un gran torpedero-bombardero bimotor embarcado, recibiendo Mitsubishi una orden de producción en enero de 1930. El diseño del nuevo avión fue encomendado a un equipo liderado por el ingeniero británico G. E. Petty. El proceso de diseño fue prolongado, ya que la Armada fue cambiando los requerimientos, y el primero de once prototipos, designado 3MT5 por Mitsubishi y Avión Bimotor Embarcado 7-Shi por la Armada, fue terminado en septiembre de 1932. El nuevo torpedero-bombardero era un biplano de dos vanos con alas plegables, y era de construcción mixta, con un fuselaje de madera y metal, y una estructura alar metálica con recubrimiento textil. Poseía un tren de aterrizaje fijo de rueda de cola, y estaba propulsado por dos motores radiales Mitsubishi A4 (más tarde desarrollado en el Mitsubishi Kinsei) que movían hélices bipala.
El primer prototipo realizó su primer vuelo el 19 de octubre de 1932, con tres prototipos más (los cuatro designados 3MT5A retrospectivamente por Mitsubishi) siendo completados el mismo año. Los restantes siete prototipos (designados 3MT5) fueron completados en 1933, incorporando modificaciones basadas en las pruebas iniciales, siendo equipados con una cola doble reemplazando al empenaje y timón simples de los primeros cuatro aviones, alas de tres vanos y hélices de cuatro palas. A pesar de estos cambios, el avión era difícil de controlar, y sufría unas severas vibraciones, que, en un vuelo de pruebas en marzo de 1934, provocaron que los cuatro alerones se desprendieran de uno de los prototipos, que pudo aterrizar con seguridad. Estos problemas no pudieron ser resueltos, y el lento desarrollo hizo que el modelo quedara obsoleto, por lo que no hubo producción.

## Historia operacional
El 3MT5 no fue considerado adecuado para ser usado a bordo de portaviones, y por ello fue relegado a realizar operaciones terrestres como Avión de Ataque Terrestre Tipo 93 de la Armada. Inadecuado para el combate, fue usado principalmente como entrenador con el Kōkūtai Tateyama para aviones bimotores más modernos.
A finales de 1933, la Armada adoptó un sistema alfanumérico de designación de aeronaves, por lo que el Tipo 93 fue redesignado G1M. Es por ello que a veces se confunde este avión con el Mitsubishi Bombardero de Ataque Experimental 8-Shi de la Armada (también designado Mitsubishi G1M), que era un monoplano totalmente diferente y que volaría por primera vez en abril de 1934. Como los 3MT5 fueron desguazados en 1935, se reutilizó la designación en el monoplano.

## Variantes
3MT5A
Designación interna dada retrospectivamente a los cuatro primeros prototipos del bombardero embarcado, cuatro construidos.
3MT5
Prototipos finales con cola doble y otras modificaciones, siete construidos.
Avión Bimotor Embarcado 7-Shi
Designación inicial dada al primer prototipo por la Armada japonesa.
Avión de Ataque Terrestre Tipo 93 de la Armada
Nueva designación dada al modelo cuando se cambiaron sus funciones.
G1M
Última designación dada al modelo, cuando cambió el sistema de designación de aeronaves.

## Operadores
Japón
- Armada Imperial Japonesa

## Especificaciones (3MT5)
Referencia datos: Japanese Aircraft 1910–1941

### Características generales
- Tripulación: Tres-cinco
- Longitud: 12,05 m
- Envergadura: 20,70 m
- Altura: 4,70 m
- Superficie alar: 102,3 m²
- Peso vacío: 3940 kg
- Peso cargado: 6400 kg
- Planta motriz: 2× motor radial de 14 cilindros en dos filas refrigerado por aire Mitsubishi A4.
  - Potencia: 600 kW (800 hp) cada uno.
- Hélices: De cuatro palas de madera

### Rendimiento
- Velocidad máxima operativa (Vno): 235 km/h
- Alcance: 2306 km
- Alcance en combate: 991 km
- Tiempo a altitud: 3000 m (9840 pies) en 13 min

### Armamento
- Ametralladoras: 

  - 2 en posiciones flexibles en el morro y dorsal
- Bombas: 

  - 1000 kg o
  - 1 torpedo de 800 kg

### Secuencias de designación
- Secuencia Alfanumérica (interna de Mitsubishi): ← 2MR - 2MR8 - 2M - 3MT5 - 3MT10 - Ka-8 - Ka-12 →
- Secuencia G__ (Bombarderos terrestres de la Armada japonesa): G1M (3MT5) - G1M - G2H - G3M →